# گورستان باستانی گلایره
قبرستان باستانی گلایره مربوط به دوره اشکانیان - دوره ساسانیان است و در شهرستان گیلانغرب، بخش گواور، دهسان گواور، ۱۵۰۰ متری شمال شرقی روستای میر منگه علیا واقع شده و این اثر در تاریخ ۱۸ اسفند ۱۳۸۷ با شمارهٔ ثبت ۲۴۸۳۸ به‌عنوان یکی از آثار ملی ایران به ثبت رسیده است.